# پایژ
پایژ (به صربی: Pajež) یک منطقهٔ مسکونی در صربستان است که در بلا پالانکا واقع شده‌است. پایژ ۹۰ نفر جمعیت دارد.